# ザ・コールド・ホワイト・ライト
『ザ・コールド・ホワイト・ライト』（The Cold White Light）は、フィンランドのヘヴィメタル・バンド、センテンストが2002年に発表した7作目のスタジオ・アルバム。

## 背景
前作『クリムゾン』（2000年）リリースに伴うツアーの終了後、バンドは休養期間を経て本作の制作に入った。ヴィレ・レイヒアラは、本作リリース当時のインタビューにおいて「この休養は俺達にとって良い結果をもたらしてくれたよ、新鮮なアプローチのソングライティングができたし、以前よりも自然な曲を生み出せたからね」「『クリムゾン』に関して言えば、俺としては良質できちんとした曲も幾つかあったと思うけど、『作らされた』感じのアルバムでもあった気がする」と語っている。
アートワークは、バンドのドラマーであるヴェサ・ランタが手掛けた。

## 反響・評価
本作からの先行シングル「ノー・ワン・ゼア」はフィンランドのシングル・チャートで2週連続2位となり、合計4週トップ20入りした。そして、本作は同国のアルバム・チャートにおいて2週連続で1位を獲得し、『クリムゾン』に続く自身2作目の1位獲得アルバムとなった。
ウィリアム・ヨークはオールミュージックにおいて5点満点中4点を付け「センテンストはデス／ブラック・メタル・バンドとして始まったとはいえ、『ザ・コールド・ホワイト・ライト』は新種のポップ・メタルに分類されるべき音楽性だが、それはウォレントやボン・ジョヴィのようなサウンドという意味ではなく、楽曲がヴァース、コーラス、ヴァースで構成され、ボーカルのメロディが強調されているという意味である」「『DOWN』や『AMOK』への回帰を望むファンを喜ばせる作品ではないかもしれないが、ロックンロール的な感触を伴った陰鬱でメロディックなメタルを楽しめる人々（そしてポップな側面を毛嫌いしない人々）にとっては、効き目があることだろう」と評している。

## 収録曲
特記なき楽曲は作詞：サミ・ロパッカ、作曲：ミーカ・テンクラ&センテンスト。
1. コネヴィスト教会の鐘 - Konevitsan Kirkonkellot – 1:40
  - 作曲：トラディショナル
2. クロス・マイ・ハート・アンド・ホープ・トゥ・ダイ - Cross My Heart and Hope to Die – 4:06
  - 作詞：サミ・ロパッカ／作曲：サミ・ロパッカ&センテンスト
3. ブリーフ・イズ・ザ・ライト - Brief Is the Light – 4:23
4. ネヴァーラスティング - Neverlasting – 3:35
  - 作詞：ヴィレ・レイヒアラ／作曲：ヴィレ・レイヒアラ&センテンスト
5. エヴリシング・イズ・ナッシング - Aika multaa muistot [Everything Is Nothing] – 4:32
  - 作詞：ヴィレ・レイヒアラ／作曲：ヴィレ・レイヒアラ&センテンスト
6. エクスキューズ・ミー・ホワイル・アイ・キル・マイセルフ - Excuse Me While I Kill Myself – 3:49
  - 作詞：The Serial Self-Killer／作曲：M・スティールグレイヴ&センテンスト
7. ブラッド&ティアーズ - Blood & Tears – 4:15
8. ユー・アー・ザ・ワン - You Are the One – 4:30
9. ギルト・アンド・リグレット - Guilt and Regret – 3:44
10. ザ・ラグジュアリー・オブ・ア・グレイヴ - The Luxury of a Grave – 4:43
11. ノー・ワン・ゼア - No One There – 6:15

## 参加ミュージシャン
- ヴィレ・レイヒアラ - ボーカル
- ミーカ・テンクラ - ギター
- サミ・ロパッカ - ギター
- サミ・クッコーヴィ - ベース
- ヴェサ・ランタ - ドラムス

アディショナル・ミュージシャン
- Marco Sneck - ピアノ(on #9)[1]